# Jean de Monlevade
Jean de Monlevade (Jean-Antoine-Félix Dissandes de Monlevade) est un polytechnicien et ingénieur des mines creusois, fondateur de la sidérurgie brésilienne. Il est né à Guéret en France en 1791 et mort en 1872 à João Monlevade au Brésil.

## Biographie
Jean de Monlevade naît à Guéret le 14 avril 1791 dans une famille de notables. Il fait ses études en France dans l'industrie minière. En 1825, il décide de partir au Brésil et de construire sa propre usine de travail du fer. Il achète donc des terres proches du village de San Miguel de Piracicaba dans le Minas Gerais, où il installe une forge catalane. Il acquiert ensuite des équipements britanniques. L'usine produit des houes, faucilles, haches, pinces, pelles, fers à cheval, des clous, des marteaux et des moulins pour les usines à sucre et gagne en réputation : elle devient fournisseuse privilégiée de grandes usines étrangères.
Jean de Monlevade meurt en 1872 à l'âge de 81 ans dans le village qu'il a fondé, João Monlevade.
Son histoire fut reprise dans un livre de Jeanne Benameur, Les Insurrections singulières, en 2011.